# Jesús Tonatiú López
Jesús Tonatiú López (Hermosillo, 2 augustus 1997) is een Mexicaans atleet  die is gespecialiseerd in de 800 m. Hij nam eenmaal deel aan de Olympische Spelen en won hierbij geen medaille.

## Biografie
In 2021 nam López deel aan de uitgestelde Olympische Spelen van 2020 in Tokio. In de halve finale kon López zich niet kwalificeren voor de finale van de 800 meter. 

## Persoonlijke records

### Outdoor
| Afstand | Prestatie | Datum         | Plaats    |
| ------- | --------- | ------------- | --------- |
| 400 m   | 46,69 s   | 6 mei 2017    | Monterrey |
| 600 m   | 1.15,94   | 17 maart 2018 | Gurabo    |
| 800 m   | 1.43,44   | 9 juli 2021   | Marietta  |
| 1500 m  | 3.47,56   | 8 mei 2022    | Xalapa    |

### Indoor
| Afstand | Prestatie | Datum            | Plaats     |
| ------- | --------- | ---------------- | ---------- |
| 800 m   | 1.47,72   | 12 februari 2022 | Louisville |

## Prestaties

### 800 m
Kampioenschappen
- 2017:  Universiade - 1.46,06
- 2017: 6e in series WK - 1.46,71
- 2021: 3e in ½ fin. OS - 1.44,77
- 2022: 5e in ½ fin. WK - 1.46,17

### 4 x 800 m
- 5e IAAF World Relays - 7.20,92